# ファイブスター物語の登場兵器
ファイブスター物語の登場兵器は、永野護の漫画『ファイブスター物語』に登場する架空の兵器の一覧である。

## 概要
『ファイブスター物語』の主な舞台となるジョーカー太陽星団においては、戦争の全てが巨大人型兵器であるモーターヘッド（新設定ではゴティックメード）を中心として構成されており、MH(GTM)には同じくMH(GTM)でしか対抗することは不可能とされるほど、その他のあらゆる兵器に勝る万能の兵器として扱われている。しかしそれらを扱うことが出来るのはごく少数しか存在しない「騎士」と呼ばれる非常に高い身体能力を持った超人のみであるため、各国は大多数の常人による軍隊も保有しており、軍艦や戦車といった兵器が多数開発・使用されている。またMH(GTM)は最終決戦のための兵器であり、その後の占領任務などを行うのは通常の軍隊である。
軍隊の主な構成は宇宙軍と地上軍、そして騎士で構成される騎士軍に分けられており、高い技術により兵器があらゆる地形に対応出来るようになっているため地上は陸海空の三軍に分かれず、一括して全てをフォローする様になっている。宇宙軍は宇宙における戦闘や惑星間の輸送、その他宇宙移動の補助などが主任務となる。戦車などを含めたあらゆる乗り物が飛行可能になっているものの、光学兵器と捕捉技術の発達によって簡単に撃墜されてしまうようになっているため、宇宙戦闘などを除いていわゆる戦闘機などはほとんど用いられずに空中戦車(エア・バレル)や歩兵による地上戦が主体となっている。

## モーターヘッド
モーターヘッド (ファイブスター物語)を参照。

## ゴティックメード
ゴティックメードを参照。

## 車両

### E-75
第7～8巻に登場する、A.K.D.地上軍の保有するエア・バレル。
ユーリー・バシュチェンコ大尉が指揮官を務める精鋭の戦車教導大隊も使用しているA.K.D.の誇る強力なエア・バレルで、コンパクトながらも1000m強の距離からの砲撃も弾く強力な装甲と、他国へ供与していないというフリードリッヒ・クルップ社製185mmガンランチャー1門を備え、シーブル軍の戦車隊をあっという間に撃破している。
その後はMH戦に突入し、救出目標であったレディオス・ソープ(天照帝)を逃がすためにシーブル軍のMHザカーへの囮となるがMHに対しては全くの無力であり、わずかに時間を稼いだ末に全滅している。

### E-505
第7～8巻に登場する、A.K.D.地上軍の駆逐戦車。車体長7.9m、自重45t。
歩兵の支援を主な目的とする車両で、2門の砲台を持つ。シーブル軍の重戦車であるM1レオパルドに対しては分が悪く、最大出力でも2000m以内でなければ正面装甲を抜くことは出来ないと言われていた。事実その後正面から砲弾を弾かれ、逆に攻撃を受けて部隊が壊滅している。

### M-2
第2巻でコーラス軍の車両として登場したエア･バレル。Me-2とも言われ、コーラス軍仕様はタイプ62Cとされる。
独立した二つの砲塔を持つ戦車で、多目的な任務に対応するために大型の車体となっており、後部スペースの全てがコンテナユニットのためおよそ8人程度の兵員を収容することも出来る。性能面の優秀さから星団80カ国で使用されており、コーラス王朝を含む10カ国でライセンス生産されている他にA.K.D.もアドラー星の統治領で使用している。そのため非常に細かいバリエーションが多く、同じ国の軍隊の中でも細部の異なる車両が多い。
劇中ではハグーダとの戦争が長期化したことにより、新車でありながらオイル漏れやメカノイズが目立つといった細部の作りが甘くなるなどの悪影響が見られるようになっていた。また、リスト大尉の乗る車両が奇跡的にMHマグロウに弾を命中させたことで撃破に成功した事が軍中の大きな話題となっていた。ちなみに通常は「1分間に1200発発射できる180mmガンランチャー（レーザーガン）5000発を10台の戦車で予測射撃をして撃ったとしてもかすりもしない」程であり、それを実証するかのようにその後奇襲を仕掛けてきたブーレイ部隊によって戦車隊はたちまち殲滅されてしまっている。

### M1 レオパルト
第7巻に登場する、シーブル軍の保有するエア・バレル。三軸砲を持った丸みのある重厚なフォルムをしている。
バキン・ラカン帝国製のエア・バレルで、主砲であるラインメタル・フォージク社の250mm砲は初速ではE-75の185mm砲を上回っており、また星団における知名度も高い。劇中ではE-505部隊を撃破するが、その後駆けつけてきたE-75で構成される戦車隊には敗れている。

## 艦船

### ベル・クレール
A.K.D.で運用されている宇宙戦艦、正式名称はU-XXV(U-25)。一番艦ベル・クレールは天照家の旗艦として、二番艦アライメントはA.K.D.宇宙軍本部の旗艦として使用されている。
フィルモア帝国の旗艦ダランスと同世代のかなり古い建造の艦船と言われており、旧設定においては星団歴1800年頃の建造記録が残っている。左右に二つの大型セイルを持つ優雅な外見とは裏腹にかなりの重武装が施され、またあらゆる用途に対応した膨大な収容面積を持っている。
第1巻ではアドラー星バストーニュに向かうレディオス・ソープのすぐ近くを通過する形で登場しており、その後星団暦3185年にザ・ウィルが完成すると旗艦の座を譲ることになるが、その後もA.K.D.の主力艦として活躍したとされる。

### ホエール
A.K.D.の高速巡洋艦、正式名称はU-XXX(U-30)。ベル・クレールと比較して小さいサイズと速度のある扱いやすさから、軍事や外交など様々な場面で用いられており、一番艦ヘル・ドウラー、二番艦ディア・ランス、三番艦ミル・ギグの三隻が就役している。
第3巻ではコーラス軍へ協力するA.K.D.の装備としてMHナイト・オブ・ゴールドやL.E.D.ミラージュ、そしてジュノーンに積むためのエンジンを輸送し、第5巻ではクローム・バランシェの最後を見届けようとするソープをアドラー星にあるバランシェの館へと送り届けた。第7～8巻では三番艦ミルがカステポーで孤立したソープこと天照を救出するために編成された軍団の旗艦となってボォス星に向かい、宇宙から地上軍の指揮を行った。

### マクロファリンクス
A.K.D.宇宙軍の主力戦艦をスケールアップし、デルタ・ベルン星防衛艦隊のみに配備されている機動戦艦。正式名称はU-XXI(U-21)。25隻が就役している。

### U-XVII(U-17)型 主力戦艦
A.K.D.宇宙軍の主力戦艦。ウー型、ウージーブツェント型とも呼ばれる。69隻が就役しており、第7巻ではボォス星のA.K.D.領ウォンドルシークに駐留するU-2211 ゴールデンアイが3機のMHブラッドテンプルと共に宇宙で待機するA.K.D.軍に合流し、その後MHを降下させている。

### J型多目的フリゲート キリフィッシュ
A.K.D.宇宙軍の多目的フリゲート艦、宇宙軍の主力となる駆逐～巡洋艦クラスの艦船で、A.K.D.各国以外にも多数の国が使用している。船体下部にコンテナなどを積み込むことが可能。

### S型高速雷撃艇
J型キリフィッシュのさらに下に位置する小型の雷撃艇。全長79m。780隻以上が就航している。

### パンナコッタ型揚陸艇
A.K.D.宇宙軍の輸送艇または揚陸艇。戦車9機、兵員500名を運ぶMC-7A型や戦車6機、兵員500名を運ぶMC-108型、MHの輸送に対応するMC-5AMD型などの様々な種類がある。

### ザ・ウィル
天照家の次元航行移動戦闘コロニーと呼ばれる巨大な宇宙船。ベル・クレールに代わって皇帝旗艦となり、物語の最後まで天照の本拠地となる。幼い頃のラキシスがクローム・バランシェにねだって設計してもらっていた物で、死期が近づいていたバランシェが天照に設計図を託し、その後星団歴3180年に完成させている。
全長32,500m・推定水中排水量223,000,000tと、星団歴の宇宙船としては他の追随を許さない圧倒的な巨大さを誇っており、旧設定においては同じく規格外の巨大MHであるヤクト・ミラージュを唯一運用できる艦船とされていた。

### ダランス
フィルモア帝国の旗艦。三つのベントセイルを持っているのが特徴で「ベントスリー」などとも呼ばれている。
第1巻や第11巻に登場しているが、その後デザインと設定が一新されて『花の詩女 ゴティックメード』に登場し、その際にはシワルベという名称のみで呼ばれていた。その後にはダランスと呼ばれて新設定の一部であることが判明、連載再開後の本編では皇帝ダイ・グを乗せて聖宮ラーンに向かっている。
星団歴451年にドナウ帝国によって建造され、その後当時のドナウ帝国第三皇子、後の統合フィルモア帝国初代皇帝サイレンを乗せ、新たに誕生した詩女ラーンの都行の護衛に同行した。その後統合フィルモア帝国が誕生すると、皇帝旗艦として長年にわたって代々使用され続けることになる。現在では二隻が存在するがどちらも「ダランス」と呼ばれており、一番艦は歴代の皇帝の乗艦、二番艦はブラウ・フィルモア王の所有する艦となり、船体の左右に浮かぶ紋章によって両者の区別をすることが出来る。
星団の戦艦でも非常に珍しいモーフィングによる変形機能を持っており、戦闘時などには船体を小さくまとめて分厚い装甲で覆った形態となる。

### グアラント
フィルモア帝国の保有するダランスの次席艦で、ダランスと対で運用される目的で二隻が建造されている。一番艦はダランスの随伴艦、二番艦はボルガ・レーダー王家が所有している。

### 星（シング）
星団歴以前、AD世紀の時代に星団全域を支配していたファロスディー・カナーン超帝国(→超帝国ユニオ)の旗艦となる、全長75kmの超巨大戦艦。
AD世紀後期に炎の女皇帝と共に姿を消したが、超帝国がカーマイン星(ボォス)に強引な入植を行い、ドラゴン(→セントリー)の怒りを買った際に一度帰還し、本国の皇帝団を粛正した後ドラゴンに謝罪して和平を成立させた他に、AD世紀8383年にも再度帰還して重産業国家スパチュラを一夜で滅ぼしている。さらに新設定においては星団歴3232年、スタント遊星がジョーカー太陽星団に接近した際に惑星バスターから出現し、ミラージュ騎士団と共にある物と戦う事が記載されている。

## 戦闘機

### プルトニクス
A.K.D.の艦載雷撃機。同隊下部に巨大な宇宙魚雷がセットされており、戦艦に搭載されている物と同じ魚雷を放つことが出来る。全幅14.8mだが、翼を畳んだ格納時には4.5mにまでコンパクト化する。

### ラム-L
A.K.D.の万能戦闘機、愛称はフォーカー。全翼機のようなシルエットの本体左右に二基のエンジンが取り付けられている。雷撃や爆撃、攻撃、戦闘、対艦などのあらゆる任務に対応しているため、武装も魚雷や戦闘用のビラルケマ・レーザーマシンガン、爆撃用のデミフレア・ナパーム弾など様々な物を装備することが可能。

### V-4
騎行戦闘機と呼ばれる特殊な戦闘機で、愛称はプローラ。A.K.D.に9機しか存在しておらず、パイロットは皆女性でミラージュ騎士団直轄とも言われている。MHのエンジンや装甲を使い、同じくMHにも搭載されている戦艦クラスをも破壊可能な威力を持つ強力なビーム砲「ヴィーベロック」や直接敵を突き刺して破壊する「ベベル・ランサー」を装備するなど、MH(GTM)の存在する現在の星団においては全く必要ない程の高性能戦闘機となっているが、これら全ては天照の趣味による物とされている。
劇中では第8巻にてシーブル軍のバスター砲を防ぐために2機のV-4がバスターランチャーを運び、ルンのシュペルターへと渡す役目を務めていた。